# Conne-de-Labarde
Conne-de-Labarde é uma comuna francesa na região administrativa da Nova Aquitânia, no departamento Dordonha. Estende-se por uma área de 10,05 km². Em 2010 a comuna tinha 254 habitantes (densidade: 25,3 hab./km²).